# ایردال (کنتاکی)
ایردال، کنتاکی (به انگلیسی: Airedale, Kentucky) یک منطقهٔ مسکونی در ایالات متحده آمریکا است که در کنتاکی واقع شده‌است.

## خصوصیات
ایردال ۲۱۶٫۱۱ متر بالاتر از سطح دریا واقع شده‌است.